# Cagosima sanguinolenta
Cagosima sanguinolenta  (лат.) — вид жесткокрылых из семейства усачей. Единственный вид рода Cagosima.

## Описание
Жуки длиной тела 17-20 мм. Между бугорками, к которым крепятся усики, имеется глубокая продолная борозда. Усики короче тела. Ширина переднеспинки больше, чем длина. Надкрылья по шву и по боковому краю с рыжевато-золотистой каёмкой. 

## Классификация
В составе вида выделяют два подвида:
- Cagosima sanguinolenta oshimanensis Kano, 1933
- Cagosima sanguinolenta sanguinolenta Thomson, 1864

## Распространение
Встречается на Сахалине, Курильский островах, Японии и Тайване.